# Старейшины
Старе́йшины — старые и наиболее опытные члены родов. Их власть обеспечивается их жизненным опытом, знанием традиций и обычаев.
Старейшина руководит хозяйственной и социальной жизнью рода, разрешает споры внутри рода.
При родовом строе сове́т старе́йшин рассматривал вопросы, касающиеся всех родовых общин, проживающих рядом, или целого племени. Он разрешал споры между родами, согласовывал их хозяйственную и иную совместную деятельность, обсуждал вопросы, которые впоследствии могли быть вынесены на народное собрание.
После возникновения государства в Древних Афинах совет старейшин преобразовался в Ареопаг, в Древнем Риме — в Сенат, в Древнем Израиле — в Синедрион.
У многих современных народов старейшины родов продолжают играть значительную роль (например, старейшины тейпов у вайнахов (чеченцев и ингушей). У тюркских народов старейшины называются аксакалами, то есть белобородыми.

## Связь с устной традицией
У. Онг связывает институт старейшин с отсутствием письменности. Знания ценны и их трудно обрести. В случае устной традиции старые люди пользуются большим уважением как хранители устной традиции. Письменность, позволившая хранить знания за пределами мозга, снизила роль старых опытных людей в обществе, их потеснили молодые экспериментаторы.

## Совет старейшин в парламенте
В некоторых парламентах существует совет старейшин (senioren-convent) из представителей фракций. Такой орган, например, существует в германском бундестаге. Подобный орган существовал и в Государственной Думе Российской империи.
Советом старейшин назывался совещательный рабочий орган Верховного Совета СССР, образовывавшийся в каждой из палат. До 1989 года существование Совета старейшин не было юридически закреплено, и он функционировал в силу традиции, а после принятия 20 декабря 1989 г. Регламента Съезда народных депутатов СССР и Верховного Совета СССР Совет старейшин получил правовой статус, его работе была посвящена статья 62 Регламента.
Совет старейшин создавался в каждой из палат (по квоте: Совет старейшин Совета Союза — один представитель на четырёх депутатов; Совет старейшин Совета Национальностей — по два представителя от каждой союзной республики и по одному от каждых автономной республики, автономной области и автономного округа); в задачи Совета старейшин входило предварительное решение организационных вопросов работы сессии Верховного Совета (обсуждение повестки дня, установление порядка обсуждения докладов и т. п.).
По конституции Франции 1795 года советом старейшин называлась одна из палат парламента. Он был ликвидирован во время переворота 18 брюмера (10 ноября 1799 года).